# Колобский сельсовет
Колобский сельсовет — административно-территориальная единица и муниципальное образование со статусом сельского поселения в Тляратинском районе Дагестана Российской Федерации.
Административный центр — село Колоб.

## Население
| 2002  | 2010  | 2012  | 2013  | 2014  | 2015  | 2016  |
| ----- | ----- | ----- | ----- | ----- | ----- | ----- |
| 2001  | ↘1658 | ↘1627 | ↗1635 | ↘1619 | ↗1634 | ↗1646 |
| 2017  | 2018  | 2019  | 2020  | 2021  | 2023  | 2024  |
| ↗1662 | ↘1661 | →1661 | ↗1686 | ↘1639 | ↗1655 | ↗1674 |
| 2025  |       |       |       |       |       |       |
| ↗1685 |       |       |       |       |       |       |

## Состав
| № | Населённый пункт | Тип населённого пункта       | Население |
| - | ---------------- | ---------------------------- | --------- |
| 1 | Гагар            | село                         | ↗773      |
| 2 | Колоб            | село, административный центр | ↘194      |
| 3 | Тлянада          | село                         | ↗523      |
| 4 | Цимгуда          | село                         | ↗149      |